# Quanto conficiamur
Quanto conficiamur moerore von Papst Pius IX. ist die Enzyklika über die Gleichgültigkeit und die Veröffentlichung falscher Lehren und wurde am 10. August 1863 veröffentlicht.
Mit dieser Enzyklika wendet sich Pius IX. an das italienische Episkopat und bezeichnet hierin die Veröffentlichung falscher Lehren als einen Notfall und eine Beleidigung; er verweist darauf, dass sich der Glaube nicht von den Katholischen Lehren entfernen darf.
Die Ausdehnung der falschen Doktrin und die Gleichgültigkeit, mit der ihnen begegnet wird, bezeichnet er als Quelle des Bösen und als einen Angriff gegen die Kirche. Die Gegner des Glaubens dürften nicht zu Siegern über die Pflichtgefühle, die Liebe und den Respekt werden.
Eindringlich ermahnt er das italienische Episkopat, sich mit aller Macht gegen die fremden Einflüsse und die falschen Lehren zu wenden. Er fordert sie auf, sich gegen Lügen, Verleumdung und Blasphemie zu wehren, denn diese seien ein Werkzeug der Hölle.
Konkret führt er aus:
„Wir alle wissen, dass jene, die mit unüberwindlicher Unwissenheit im Hinblick auf unsere heilige Religion behaftet sind, dann, wenn sie sorgsam die Gebote des natürlichen [sittlichen] Gesetzes halten, die von Gott in die Herzen aller Menschen geschrieben worden sind, wenn sie bereit sind, Gott zu gehorchen, und wenn sie ein tugendhaftes und pflichtgemäßes Leben führen, durch die Macht des göttlichen Lichtes und der Gnade das ewige Leben erlangen können. Denn Gott wird in Übereinstimmung mit seiner unendlichen Güte und Barmherzigkeit nicht zulassen, dass jemand, der nicht einer willentlichen Verfehlung schuldig ist, ewige Bestrafung erleidet. Jedoch ist das katholische Dogma ebenso wohlbekannt, dass niemand außerhalb der katholischen Kirche gerettet werden kann, und dass jene, die sich hartnäckig der Autorität und den Definitionen jener Kirche widersetzen und die hartnäckig von der Einheit der Kirche und vom Nachfolger Petri, dem Römischen Papst, getrennt bleiben (denen der Erlöser die Sorge für seinen Weinberg anvertraut hat), das Heil nicht erlangen können.“
Über das Naturgesetz und das Erreichen des ewigen Lebens sagt er:
„Es ist wohlbekannt, dass jene, die schuldlos unsere heilige Religion nicht kennen, aber das Naturgesetz und seine von Gott in die Herzen aller Menschen eingeprägten Gebote beobachten und bereit sind, Gott zu gehorchen und ein rechtschaffenes, aufrechtes Leben zu führen, das ewige Leben durch die wirkende Kraft des göttlichen Lichtes und der Gnade erlangen können“.